# Prothoe necopinata
Prothoe necopinata är en fjärilsart som beskrevs av Hans Fruhstorfer 1913. Prothoe necopinata ingår i släktet Prothoe och familjen praktfjärilar. Inga underarter finns listade i Catalogue of Life.